# Курнев, Борис Иванович
Борис Иванович Курнев (24 октября 1921, Москва — 6 июня 1963, Москва) — советский футболист, нападающий, игрок в хоккей с мячом (вратарь). Мастер спорта СССР (1955).

## Биография
Выступал на позиции вратаря за московское «Динамо» в хоккее с мячом.
В чемпионате СССР по футболу начал играть в 1945 году за «Динамо» Минск. В 1947 году был в составе «Динамо» Москва, но выступал только за дубль. Вернулся в Минск, но в середине сезона-1949 был отчислен и завершил год в команде ВВС.
В 1950—1952 годах играл за «Даугаву» Рига, которую тренировал прежний тренер минского «Динамо» Евгений Елисеев.
Завершил карьеру в минском клубе в 1953—1955 годах.
В 1948 году родился сын Евгений, проживший 45 лет, из-за родовой травмы жил исключительно на инстинктах и на протяжении всей жизни не владел речью и ничего не понимал. Родившийся в 1950 году в Риге сын Владимир стал футболистом и тренером.
После завершения карьеры Курнев оставил семью и переехал в Москву к женщине, любившей его с юности. Скончался 6 июня 1963 года в возрасте 41 года от рака желудка.